# Florian Zawer
Florian Zawer (zm. w 1944) – polski mieszkaniec Białego Kamienia, członek Armii Krajowej, Sprawiedliwy wśród Narodów Świata, ofiara zbrodni ukraińskiej.

## Życiorys
Żonaty z Kazimierą Zawer. W czasie II wojny światowej mieszkał wraz z żoną, dwojgiem małych dzieci oraz bratem i ojcem w Białym Kamieniu k. Złoczowa. Pracował jako kierownik lokalnej elektrowni.
Podczas okupacji niemieckiej Zawerowie ukrywali na swojej posesji dwóch Żydów - Samuela Drixa i Itzika Hocha, którzy uciekli z obozu janowskiego we Lwowie. Zawerowie zdecydowali się pomagać Drixowi i Hochowi mimo tego, że wcześniej ich nie znali. Według Instytutu Jad Waszem największym zagrożeniem dla tego przedsięwzięcia byli Ukraińcy, którzy stanowili większość ludności w Białym Kamieniu. Żydzi przebywali w ukryciu u Zawerów od 30 czerwca 1943 do nadejścia Armii Czerwonej w lipcu 1944 roku. 
Florian Zawer wraz z ojcem i bratem został zamordowany przez Ukraińców w 1944 roku podczas drugiej okupacji sowieckiej. Wdowa po nim została przesiedlona wraz z dziećmi na Dolny Śląsk.
Ocalony przez Zawerów Samuel Drix wydał w 1994 roku w USA wspomnienia pt. Witness to Annihilation: Surviving the Holocaust, a Memoir. Opisał w nich Floriana Zawera jako członka Armii Krajowej.

## Odznaczenia
W 1989 roku Instytut Jad Waszem pośmiertnie uhonorował Floriana Zawera, a także wdowę po nim, tytułami Sprawiedliwych wśród Narodów Świata.